# Гольдштейн, Борис Соломонович
Гольдште́йн Бори́с Соломо́нович (род. 6 июня 1951) — советский и российский учёный и предприниматель, заведующий кафедрой инфокоммуникационных систем СПбГУТ, председатель совета директоров группы компаний «Экран». Доктор технических наук, профессор.

## Биография
В 1973 году с отличием окончил ЛЭИС им. проф. М. А. Бонч-Бруевича. В 1982 году защитил кандидатскую диссертацию «Исследование и разработка телефонной операционной системы электронного узла коммутации», в 1994 году — докторскую диссертацию «Численные методы анализа и проектирования программного обеспечения систем коммутации». В Ленинградском отраслевом НИИ связи прошёл путь от научного сотрудника до заместителя директора института.
Является председателем совета директоров группы компаний «Экран», в состав которой входят НТЦ Аргус, НТЦ Севентест, членом совета директоров НТЦ Протей.
Занимался программным обеспечением телекоммуникационных систем, теорией телетрафика, конвергенцией сетей связи и проблемами перехода к мультисервисным сетям связи следующего поколения NGN/IMS.
Автор более 300 печатных работ в области инфокоммуникаций, 18 монографий и учебников, в числе которых «Сигнализация в сетях связи», «Протоколы сети доступа», «Evolution of Telecommunication Protocols», «Системы коммутации» и др., получил 30 авторских свидетельств и патентов.
Был членом оргкомитета Международного конгресса по телетрафику ITC15 в Вашингтоне. Приглашался в качестве автора в IEEE Selected Areas of Communications, в IEEE Communications Magazine и др. Является членом редколлегий трех отраслевых журналов, членом IEEE, одним из первых обладателей премии «Факел Бирмингема».
Награждён медалью «В память 300-летия Санкт-Петербурга», «Мастер связи».